# Интроцо
Интро̀цо (на италиански: Introzzo, на западноломбардски: Trozz, Троц) е село в Северна Италия, община Валвароне, провинция Леко, регион Ломбардия. Разположено е на 704 m надморска височина.